# 二月镇反
二月镇反是文化大革命期间，1967年2月发生于四川省成都市的一起政治事件，并最终导致李井泉及成都军区卷入文化大革命。

## 背景
1967年1月29日，以“成都工人革命造反兵团街道工业分团”为主的造反派冲击成都市公安局，砸抄办公室，抢走文件档案资料及枪支弹药等，并扣押公安局局长等21名干警。1月30日晨，成都军区派出部队，协助公安局搜捕了之前抢劫公安局的为首分子宋本立、黄全章等13人，查获了被抢走的物资。

## 经过
1月30日当晚，约2万多人在人民南路广场聚集抗议公安局捕获罪犯。2月1日，“成都工人革命造反兵团”在成都散发传单说“成都市公安局1月30日收缴‘1·29’事件中被抢劫物品，是市公安局、成都军区一小撮党内走资本主义道路当权派和少数坚持资产阶级反动路线的顽固分子的罪恶阴谋”；煽动群众将斗争矛头指向成都军区。成都地区的军内“造反组织”对地方“造反派”冲击市公安局的行动表示声援，并对军区镇压“造反派”提出抗议。2月11日，成都军区逮捕了军内“造反派”50余人。当天下午至18日，“成都工人造反兵团”和“川大八二六”等群众组织，散发传单，召开大会，游行示威。
2月18日凌晨，成都军区广播了中央军委秘书长叶剑英17日批发的《中央军委给成都工人革命造反兵团、川大八二六战斗团同志们的信》。信中肯定了军区派出部队协助公安机关捕捉抢劫成都市公安局几名首犯，对严重违反中央军委命令的少数军内人员采取措施是完全正确的。警告“造反派”，如果不遵守中共中央的命令，继续煽动群众把斗争矛头指向军队，冲击军区机关，由此而产生的一切严重后果必须由他们全部负责。下午，成都军区派出直升飞机在成都地区散发了这封信。围困军区的“造反派”开始撤离。2月28日，四川省公安厅发出《关于坚决镇压反革命活动》的布告，并开始在全省各地逮捕“造反派”头头和骨干分子。3月5日，成都市公安局发布紧急通告，取缔了“成都工人革命造反兵团”、“八二六战斗团”、“红卫兵团”、“川棉战斗团”。成都地区抓了3.3万多人，取缔“造反组织”1100多个。
4月1日，中共中央转发《关于安徽问题的决定》。4月6日，中央军委发布《十条命令》，规定不准把群众组织宣布为反革命组织加以取缔，对冲击过军事机关的群众概不追究。成都地区停止“镇反”并陆续释放被捕人员，被取缔的“成都工人革命造反兵团”、“川大八二六”等造反组织重新恢复活动。“二月镇反”被当做“二月逆流”在四川的具体表现而被彻底否定。

## 影响
二月镇反被否定后，“造反派”组织很快恢复活动，与支持“二月镇”的“保守派”组织“成都产业工人战斗军”（简称“产业军”）的矛盾迅速激化。双方不断发生摩擦，很快升级为武装械斗。从5月开始，大规模武斗事件开始出现。5月7日，中共中央《关于处理四川问题的决定》（简称“红十条”）下达后，以“产业军”为核心的“保守组织”在强大政治压力下瓦解。此后，成都地区的“造反派”组织分为“红成”和“八二六”两大派。与“红成”派观点相同的工人群众组织主要有以东郊工业区大型工厂工人为主的“红卫兵”；与“八二六”派观点相同的工人群众组织有“造反兵团”和“红卫军团”等。1967年6月以后，两大派冲突日趋激烈，最终发展为之后持续时间长达1年的武斗。
原中共宜宾地委第二书记刘结挺和其妻原中共宜宾市委第一书记张西挺，因在职期间违法乱纪而被开除党籍。1966年6月，二人趁“文化大革命”初期的混乱之机，潜往北京向中央文革小组告状。10月，串通北京来成都的红卫兵，再次潜赴北京，通过王力与康生、江青取得联系。1967年3月，康、江为刘、张“张目平反”，安插在仅由4人组成的四川省革命委员会筹备小组内。1967年5月7日，根据中共中央《关于处理四川问题的决定》，四川省革命委员会筹备小组成立。新任成都军区政委张国华为组长，新任成都军区司令员梁兴初和刘结挺为副组长，张西挺为成员。《决定》给李井泉等戴了“走资派”的帽子，说他们把四川当作反党反社会主义反毛泽东思想的独立王国；给群众组织“产业军”戴了“保守组织”的帽子。《决定》不仅否定一大批干部，也压制了许多群众。刘、张不仅进入领导核心，还分别兼任省革筹办事组组长、政工组组长。